# Асылгужино
Асылгужино (баш. Аҫылғужа) — деревня в Кигинском районе Республики Башкортостан Российской Федерации. Входит в состав Арслановского сельсовета.

## География
Деревня находится на правом берегу реки Ай, в месте впадения реки Большая Сатка.

### Географическое положение
Расстояние до:
- районного центра (Верхние Киги): 38 км,
- центра сельсовета (Арсланово): 8 км,
- ближайшей ж/д станции (Сулея): 43 км.

## Население
| 2002 | 2009 | 2010 |
| ---- | ---- | ---- |
| 227  | ↗236 | ↘223 |

### Национальный состав
Согласно переписи 2002 года, преобладающая национальность — башкиры (95 %).